# Togolandia
Togolandia (en alemán: Togoland) fue un protectorado del Imperio alemán en el África occidental desde 1884 hasta 1914 (cuando fue invadida por los ejércitos aliados británico y francés durante la Primera Guerra Mundial) y finalmente disuelto en 1919, abarcando lo que hoy es la República de Togo y la mayor parte de lo que ahora es la región del Volta de Ghana, con 87.200 km² aproximadamente de superficie. Durante el período conocido como "Reparto de África", la colonia se estableció en 1884 y se extendió gradualmente hacia el interior.
Al estallar la Primera Guerra Mundial en 1914, la colonia fue rápidamente invadida por fuerzas británicas y francesas durante la Campaña de Togolandia y puesta bajo régimen militar. En 1916, el territorio se dividió en dos zonas administrativas separadas y esto se formalizó en 1922 con la creación de la Togolandia británica y la Togolandia francesa.

## Historia

### Fundación

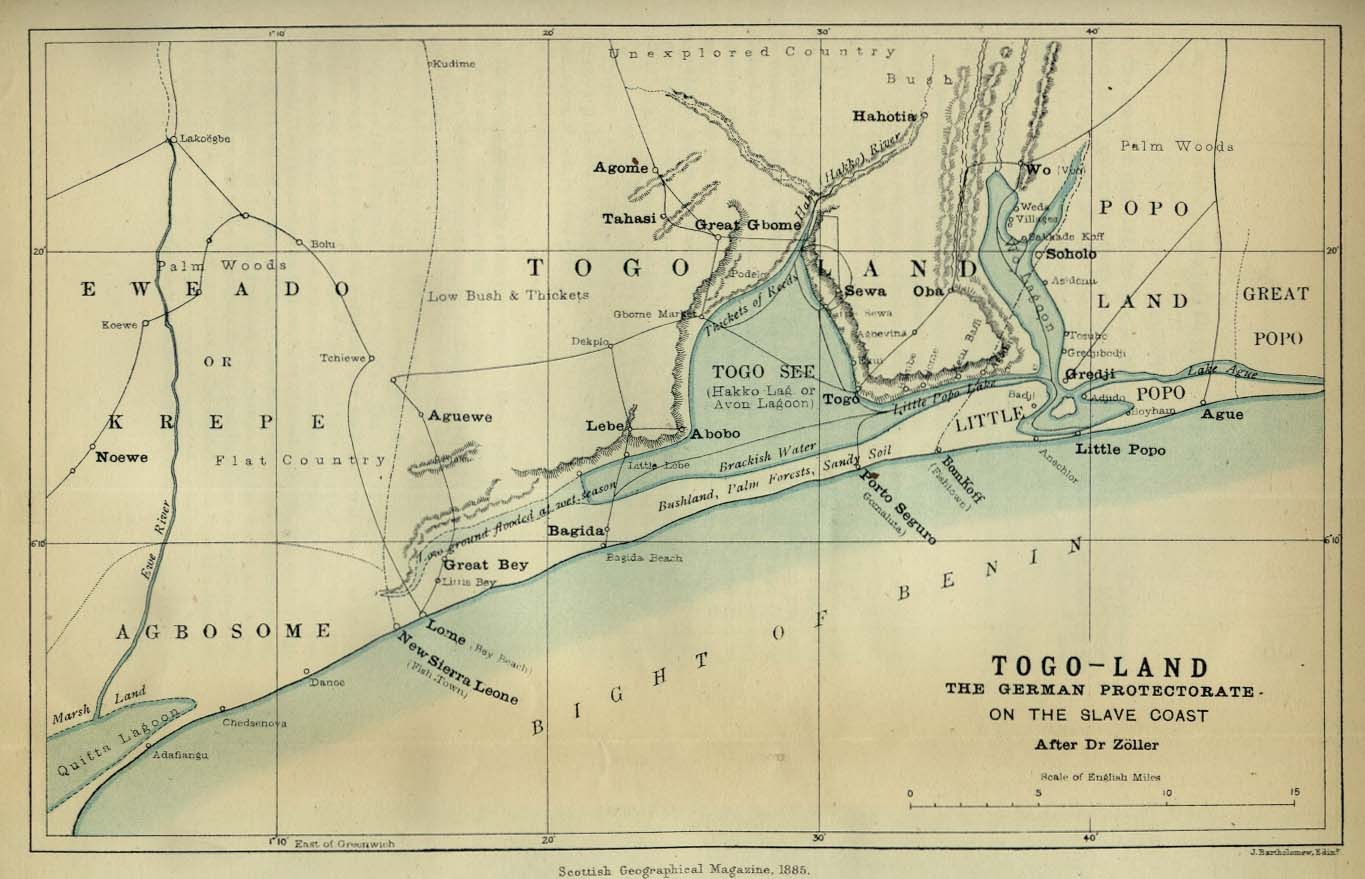
Territorio de Togolandia en 1885.

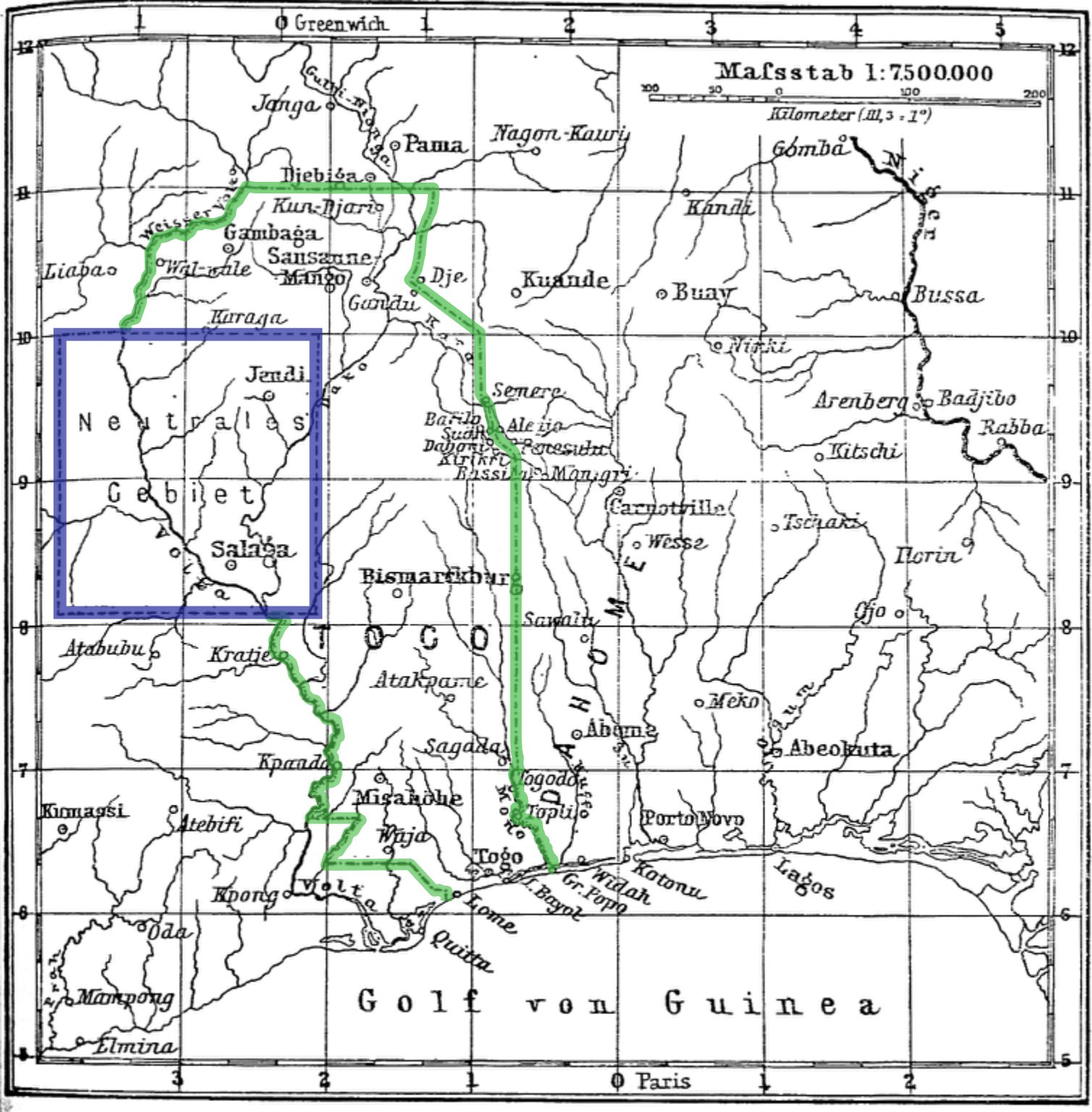
Mapa del territorio de Salaga, enmarcado de azul.

El protectorado se creó hacia el final del período de la colonización europea en África, generalmente conocida como el reparto de África. En 1884 se establecieron dos protectorados separados. El primero, en febrero de 1884, cuando los jefes de la ciudad de Aného fueron secuestrados por soldados alemanes los cuales los obligaron a firmar un tratado de protección.El segundo, en la región de Lomé, donde el explorador, médico, cónsul imperial y comisionado para África occidental alemán, Gustav Nachtigal, impulso el establecimiento de colonias sobre Togo y Kamerun, en África occidental. Desde su base en la posesión insular española de Fernando Poo en el Golfo de Biafra, viajó extensamente por el continente de África. Así, el 5 de julio de 1884, Nachtigal firmó un tratado con el jefe local, Mlapa III, en el que declaró un protectorado alemán sobre una franja de territorio a lo largo de la Costa de los Esclavos en el Golfo de Benín. Con el pequeño cañonero SMS Möwe anclado, la bandera imperial se izó por primera vez en el continente africano. Nachtigal fue gobernador durante un día y fue sustituido el 6 de julio por Heinrich Ludwig Randad, agente residente de la firma C. Goedelts en Ouidah, quien fue nombrado primer comisionado para el territorio, al asignarse a Nachtigal otras tareas en el África occidental.
En 1899, Alemania y Gran Bretaña intercambiaron territorios en las islas Samoa por las islas Salomón del Norte y el control en Tonga, utilizando la Zona Neutral de Togo (Yendi) y el Triángulo Volta como fichas de negociación.

### Economía y crecimiento
Alemania extendió gradualmente su control en el interior y cultivó diversos productos que luego exportaban (cacao, café y algodón). El número total de oficiales alemanes en la colonia era solo de doce en 1890. La infraestructura de la colonia se desarrolló hasta uno de los niveles más altos de África. Los oficiales coloniales construyeron carreteras y puentes hacia las cadenas montañosas interiores y tres líneas de ferrocarril desde la capital, Lomé: a lo largo de la costa hasta Aného en 1905, hasta Palime (actual Kpalimé) en 1907 y la línea más larga, Hinterlandbahn, hasta Atakpamé en 1911. En 1910, la oficina colonial había construido más de 1000 km de carreteras.
Organizada en 1888 con 25 soldados hausa de infantería, la fuerza policial (Polizeitruppe) sirvió para imponer la autoridad colonial en el interior de Togo. Se amplió a 144 miembros en 1894, que llevaron a cabo operaciones contra Kpandu y «varias ciudades en el centro de Togo que se habían resistido al gobierno fueron atacadas y arrasadas, la propiedad de los habitantes confiscada y las personas multadas sumaron desde 200 marcos a 1.110 marcos». Durante el resto de la década, el gobierno colonial autorizó otras 35 expediciones.
En 1895, la capital, Lomé, tenía una población de 31 alemanes y 2084 nativos. En 1913, la población nativa había aumentado a 7042 personas junto con 194 alemanes, incluidas 33 mujeres, mientras que toda la colonia tenía una población alemana de 316, incluyendo 61 mujeres y 14 niños. En los años anteriores a la Primera Guerra Mundial, Lomé se había convertido en la «ciudad más bonita del África occidental». Togo fue una de las dos colonias autosuficientes de Alemania hasta el estallido de la Primera Guerra Mundial.

### Primera Guerra Mundial

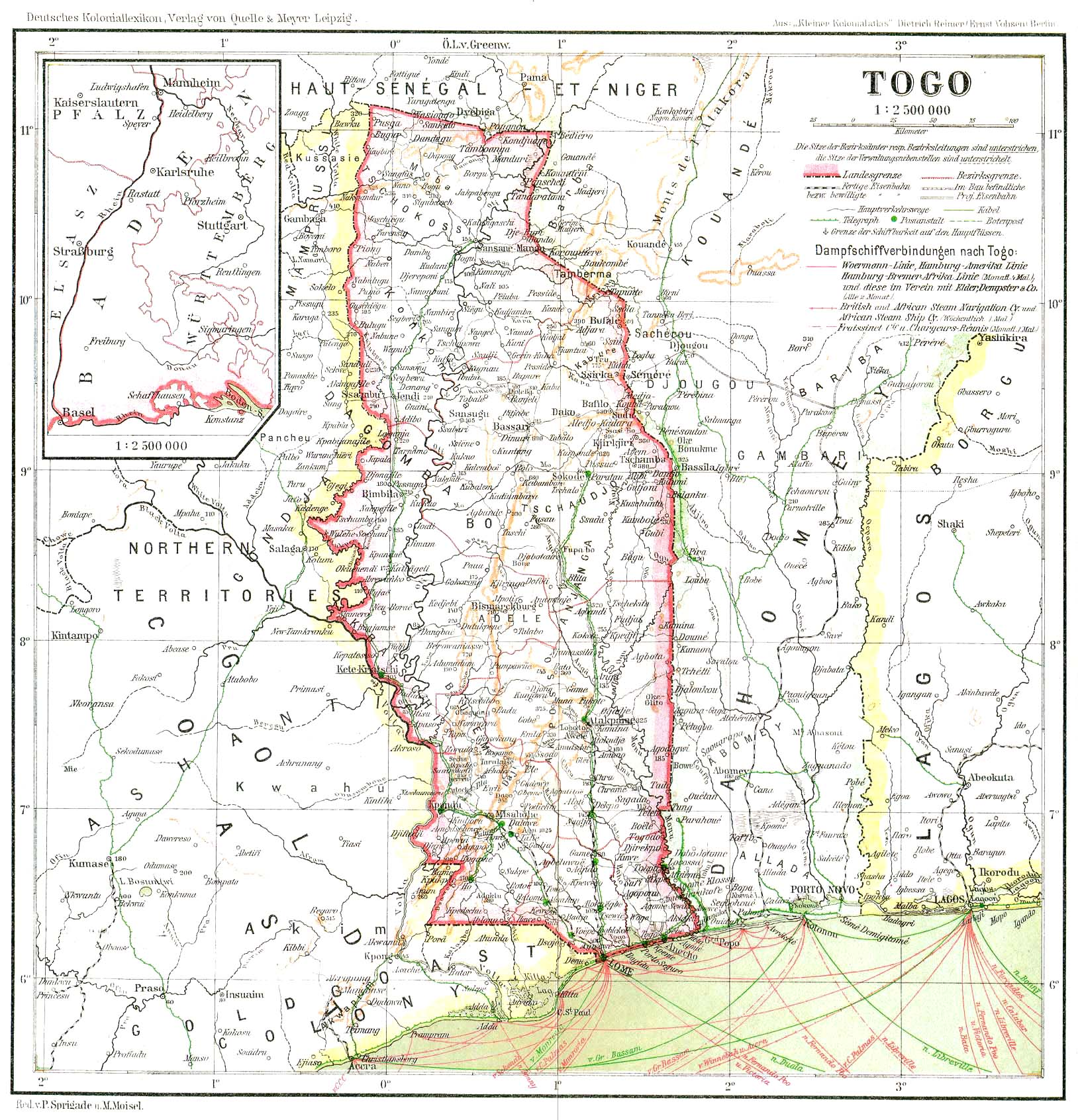
Territorio de Togolandia en 1915.

Al estallar la Primera Guerra Mundial, las fuerzas francesas y británicas exigieron a Alemania la rendición de Togolandia; al no producirse dicha rendición, el 6 de agosto de 1914 invadieron la colonia sin oposición, pues no había personal militar estacionado en el protectorado. La fuerza policial estaba formada por un comandante y un comandante adjunto, diez sargentos alemanes, un sargento nativo y 660 policías togoleses desplegados en todo el territorio. Las fuerzas de la Entente ocuparon Lomé y luego avanzaron hasta ocupar una influyente emisora de radio cerca de Kamina, al este de Atakpamé. La colonia se rindió el 26 de agosto de 1914, después de que los técnicos alemanes que habían construido la instalación de radio destruyeran la emisora durante la noche del 24 al 25 de agosto.
En las semanas previas a la destrucción, Kamerun, África del Sudoeste Alemana, África Oriental Alemana y 47 barcos en alta mar recibieron informes de acciones de los aliados y advertencias de problemas por delante. El 27 de diciembre de 1916, Togo se separó en zonas administrativas francesas y británicas. Después del final de la Primera Guerra Mundial, la recién creada Checoslovaquia intentó sin éxito adquirir la colonia.[cita requerida] Tras la ratificación del tratado de Versalles, el 20 de julio de 1922, Togolandia se convirtió formalmente en un mandato de Clase B de la Sociedad de las Naciones dividido en la Togolandia francesa y la Togolandia británica, que cubrían respectivamente aproximadamente dos tercios y un tercio del territorio.
El área británica de la antigua colonia alemana se integró en Ghana en 1957 después de un plebiscito de mayo de 1956 en el que el 58% de los residentes del área votaron unirse a Ghana tras su independencia, en lugar de permanecer bajo la tutela de las Naciones Unidas. La región gobernada por los franceses se convirtió en república en 1960 con el nombre de República Togolesa. En 1960, el nuevo estado invitó al último gobernador alemán de Togo, el duque Adolfo Federico de Mecklemburgo, a las celebraciones oficiales de independencia del país.
Hoy día, la mayor parte del territorio que antes perteneció a Togolandia forma parte de Togo, menos una porción de territorio transferida a la Costa de Oro.

## Lista de gobernadores
Los gobernadores de la colonia alemana de Togolandia desde 1884 hasta 1914:
- 1884-1884: Gustav Nachtigal
- 1884-1885: Julius Freiherr von Soden
- 1885-1887: Ernst Falkenthal
- 1887-1888: Jesko von Puttkamer
- 1888-1891: Eugen von Zimmerer
- 1891-1892: vacante
- 1892-1895: Jesko von Puttkamer
- 1895-1902: August Köhler
- 1902-1903: Waldemar Horn
- 1904-1910: Johann Nepomuk von Zech auf Neuhofen
- 1910-1912: Edmund Brückner
- 1912-1914: Adolf Friedrich von Mecklenburg-Schwerin
- 1914-1914: Hans-Georg von Doering

## Símbolos planeados para Togolandia
En 1914 se hicieron una serie de borradores para la proposición de banderas y escudos de armas para las colonias alemanas. Sin embargo, la Primera Guerra Mundial se desató antes de que los diseños se terminaran y se implementaran. Tras la derrota en la guerra, Alemania perdió todas sus colonias y, por lo tanto, los símbolos nunca se pusieron en uso. 